# Giovanni Visconti d'Oleggio
Giovanni Visconti d'Oleggio (1315 - Fermo, 8 oktober 1366) was een militair bevelhebber, behorende tot de familie Visconti.

## Levensloop
Giovanni was een natuurlijke zoon van aartsbisschop Giovanni Visconti, verwekt voor de tijd dat deze de geestelijke staat aannam. Nog voor zijn vader de heer van Milaan werd, werd d'Oleggio aangesteld als commandant van de Milanese legers. Hij nam de naam Oleggio aan naar een kasteel, in de streek van Novara, waar hij de heer van was. 
Hij bereikte enkele opmerkelijke successen, die hij dankte aan zijn grote populariteit bij zijn soldaten en aan de manier waarop hij zijn strategieën kon geheim houden.
In 1351 vertrouwde de aartsbisschop hem het bevelhebberschap over het leger dat Toscane moest veroveren en daarna gaf hij hem het bevelhebberschap over Bologna. In oktober 1354 overleed de aartsbisschop en de drie neven die hem opvolgden zochten al gauw hoe ze zich van de door hen gewantrouwde d'Oleggio konden ontdoen.
Ze stuurden een vervanger om Bologna te leiden, maar d'Oleggio liet zich niet doen. Hij maakte aan het volk en het leger wijs dat hij orders had gekregen om strenge maatregelen te nemen en hij dat weigerde. Op 17 april 1355 liet hij zich tot 'heer van Bologna' uitroepen. De heren van Milaan voerden drie jaar lang oorlog tegen hem, om in mei 1358 toe te geven en hem als onafhankelijk soeverein te aanvaarden. 
Het duurde niet lang, want in oktober 1359 werd hij door de Visconti's opnieuw aangevallen. Het scheen dat hij de strijd zou verliezen, want zijn tirannieke houding had de bevolking van Bologna tegen hem gekeerd en de kant van de aanvallers doen verkiezen. D'Oleggio richtte zich toen tot kardinaal Gil Álvarez Carrillo de Albornoz, met wie hij afsprak dat hij Bologna aan de Pauselijke Staat schonk, tegen het markizaat Fermo, een afgelegen en vreedzaam domein behorende tot de Pauselijke Staat. Hij vertrok naar daar met alle rijkdommen die hij in Bologna had opgestapeld. Zes jaar later stierf hij zonder nazaten, zodat Fermo opnieuw eigendom werd van de Heilige Stoel. Ondertussen moesten de Bolognezen en de Pauselijke Staat maar zien hoe ze de zaken betreffende het eigendomsrecht over de stad met de Visconti's konden regelen.